# Giacomo Buzzi Leone
Giacomo Buzzi Leone (Viggiù, 19 febbraio 1787 – Viggiù, 16 settembre 1858) è stato un architetto italiano.

## Biografia
Giacomo Buzzi Leone nasce il 19 febbraio 1787 a Viggiù in provincia di Varese, ed è forse figlio di un certo Francesco che nel 1813 riceve la concessione di una bottega dalla direzione della Fabbrica del Duomo di Milano.
Egli sposa Teresa Giudici di Saltrio, dalla quale ha nove figli: Luigia, Giuseppe, Francesco Maria, Marianna, Giovanni Antonio, Luigi, Geremia, Mariano, Giovanna. Tre di questi (Luigi Buzzi Leone, Francesco Maria e Giuseppe Buzzi Leone) seguiranno le orme del padre diventando a loro volta apprezzati artisti.
Lavora principalmente a Milano, nel periodo della Restaurazione, ma la sua attività è documentata anche a Casale Monferrato, Novara, Vercelli, Lodi e in Egitto. I biografi riferiscono che nel 1819 viene invitato dalla Zecca di Stato a soggiornare in Egitto, ove rimane per tre anni eseguendo monumenti per il kedivè, impegnandosi nella fondazione di un'Accademia, e studiando l'architettura locale assieme al collega Segato. Si racconta che a partire da quell'esperienza i compaesani lo avrebbero sempre chiamato "il Maometto".

## Opere
Nel capoluogo lombardo Giacomo esegue lavori di ornato per le chiese del Carmine e di San Fedele, cura le decorazioni dei teatri piermariniani della Scala e della Cannobiana, ma soprattutto partecipa all'allestimento dei fasti architettonici approntati in occasione dell'incoronazione dell'imperatore austriaco Ferdinando I, e assume, dal 1848 fino alla morte, la carica di protostatuario del Duomo, per il quale non solo acquisisce la direzione dei lavori, ma disegna gli ornamenti e la grande guglia della scala che conduce alla cupola ottagonale del tiburio.
Risulta attivo anche nel cantiere dell'Arco della Pace.
A Novara esegue l'altare maggiore del Duomo.
A Viggiù progetta la facciata della Chiesa della Croce, in stile bramantesco. La piccola chiesetta dedicata alla Beata Vergine dell'Assunta, di cui è documentata l'esistenza fin dal XV secolo, è infatti oggetto nella prima metà del XIX secolo di una radicale ristrutturazione che comporta l'acquisizione di alcuni locali contigui, l'erezione del campanile, il rifacimento della facciata e la decorazione degli interni. Concorrendo a tutte le operazioni una nutrita schiera di artisti locali, tra i quali anche Luigi Buzzi Leone, che realizzerà due teste in terracotta per la facciata, il luogo di culto si presenta come "il sacrario delle memorie del paese". Anche ciascuno degli ornati e delle sculture applicati al sobrio impianto della facciata quadrangolare di Giacomo Buzzi Leone, incorniciata da due lesene giganti a capitello corinzio e sormontata da un attico triangolare, porta la firma di un diverso scultore viggiutese.